# Compus de cinci icosaedre
În geometrie compusul de două icosaedre este un compus poliedric uniform format din 5 icosaedre rotite în jurul unei axe comune. Are simetrie icosaedrică Ih.
Are indicele de compus uniform UC47.
Triunghiurile din acest compus se grupează în două orbite sub acțiunea⁠(d) grupului de simetrie: 40 dintre triunghiuri se află în perechi coplanare în plane icosaedrice, iar celelalte 60 se află în plane unice.

## Mărimi asociate

### Coordonate carteziene
Coordonatele carteziene ale vârfurilor acestui compus sunt toate permutările ale
{\displaystyle \left(\,0,\,\pm 2,\,\pm 2\varphi \,\right)}
{\displaystyle \left(\,\pm \varphi ^{-1},\,\pm 1,\,\pm (1+\varphi ^{2})\,\right)}
{\displaystyle \left(\,\pm \varphi ,\,\pm \varphi ^{2},\,\pm (2\varphi -1)\,\right)}
unde {\displaystyle \varphi ={\frac {1+{\sqrt {5}}}{2}}} este secțiunea de aur.

### Volum
Următoarea formulă pentru volum V este stabilită pentru lungimea laturilor tuturor poligoanelor (care sunt regulate) a:
{\displaystyle V={\frac {25}{12}}\left(3+{\sqrt {5}}\right)\,a^{3}\approx 11,090847~a^{3}}

## Poliedre înrudite
Are în comun același aranjament al vârfurilor cu compusul de cinci mari dodecaedre și compusul de cinci mici dodecaedre stelate.